# Podul rutier Bender–Tiraspol
Podul rutier Bender–Tiraspol este un pod rutier peste Nistru din Republica Moldova. Acesta conectează rutier localitățile Bender (Tighina) și Tiraspol.

## Primul pod
Lucrarea de artă a fost finalizată în luna ianuarie 1871. A fost similară podului de la Cosmești, cu o cale ferată dublă la nivelul superior și o cale rutieră la cel inferior. Structura sa era formată din 3 travee centrale de 86 m deschidere fiecare și 2 travee laterale, de acces, de 15 m deschidere.
La 17 aprilie 1919, trupele române au aruncat podul în aer, după eșecul intervenției militare franceze în sudul Rusiei⁠(en)[traduceți] în timpul Războiului Civil Rus și retragerea trupelor franceze și românești în spatele Nistrului, la Tighina. Distrugerea sa a vizat traveea de acces de 15 m și traveea de 86 de m dinspre malul românesc, precum și traveea de acces dinspre malul transnistrean.

## Perioada celui de-Al Doilea Război Mondial
În timpul campaniei antisovietice a fost edificat peste Nistru, la Tighina, un pod de pontoane.